# Streptopelia decaocto
La tortora dal collare  o tortora orientale o tortora eurasiatica (Streptopelia decaocto Frivaldszky, 1838) è un uccello della famiglia Columbidae, originario dell'Asia, ma che nel XX secolo ha avuto una forte espansione in Europa.

## Descrizione

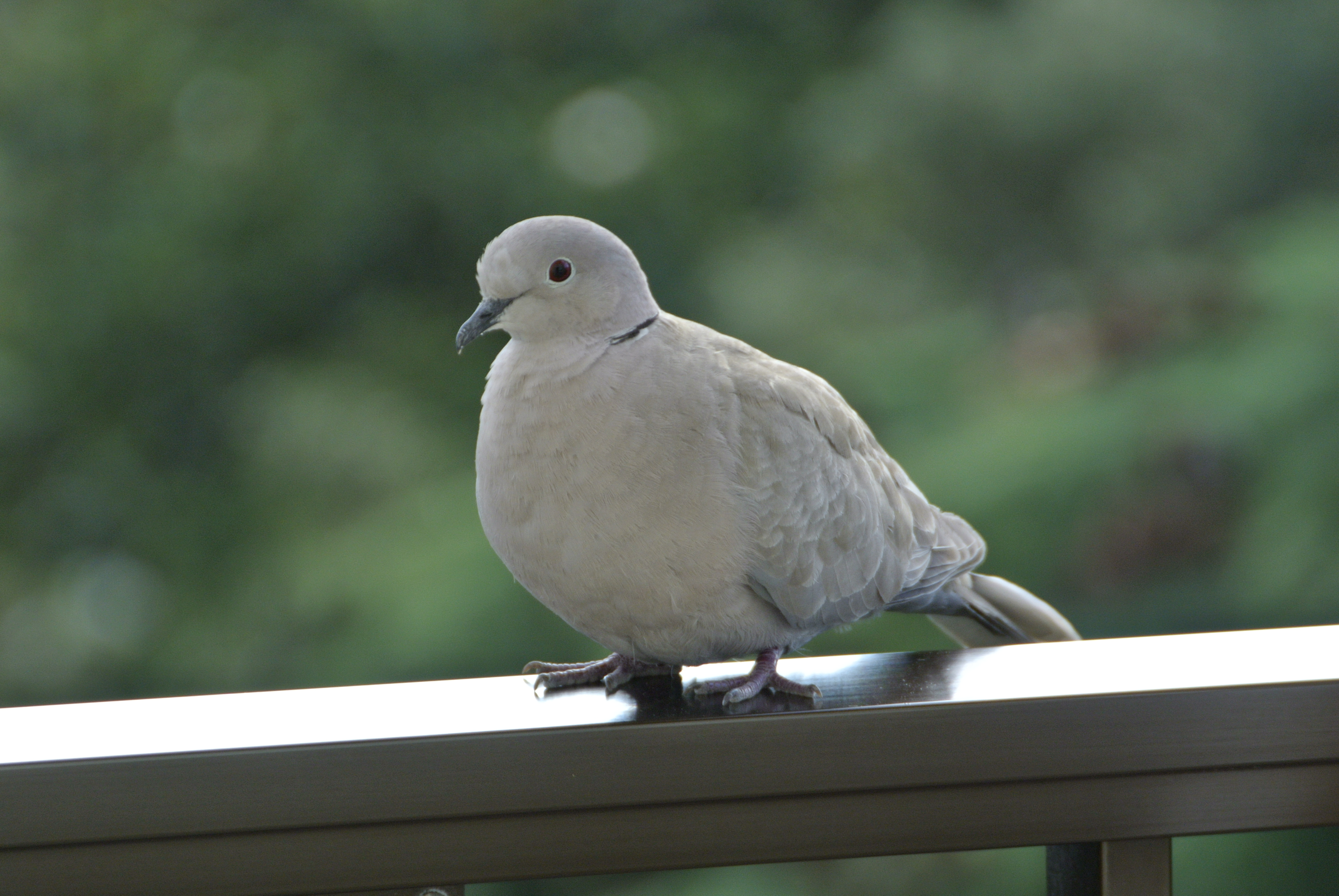
Esemplare di tortora dal collare

La taglia media è di 32 cm di lunghezza e 180 grammi di peso. Il suo colore è il grigio-rosso o caffellatte, leggermente più scuro sul dorso; le ali hanno apice bruno scuro e in volo la coda appare bianca a base nera. Sul collo spicca uno stretto collarino nero.
Di forme più slanciate rispetto al piccione domestico (Columba livia), è molto simile alla tortora selvatica (Streptopelia turtur).
I sessi si assomigliano, ma i maschi sono più grandi.

## Biologia
Questa specie ha delle abitudini diurne, gli individui non hanno molta paura dell'uomo e passano la maggior parte del tempo appollaiati sugli alberi, visitano spesso i giardini con altri animali per cercare cibo. Convivono bene con altre specie di uccello come passeri e pettirosso.

### Alimentazione
I semi sono la loro dieta di base, ma si nutre anche di frutta, erbe, insetti e piccoli invertebrati.

### Riproduzione
Il periodo di riproduzione migliore è tra febbraio e settembre, ma può deporre tutto l'anno. Costruisce un rozzo nido di rami sugli alberi, ma a volte anche su manufatti (piloni metallici, impalcature, tettoie, ecc.). Vi depone 1-2 uova che cova 14-16 giorni; i giovani si involano a 17-22 giorni dalla schiusa. Possono essere allevate più nidiate all'anno, sebbene in un clima alpino normalmente non superino le tre.

### Voce
I maschi, per richiamare le femmine, emettono il caratteristico forte e profondo verso "Tu-tuuu-tu". Durante l'atterraggio emettono richiami trillanti e ringhianti.

## Distribuzione e habitat

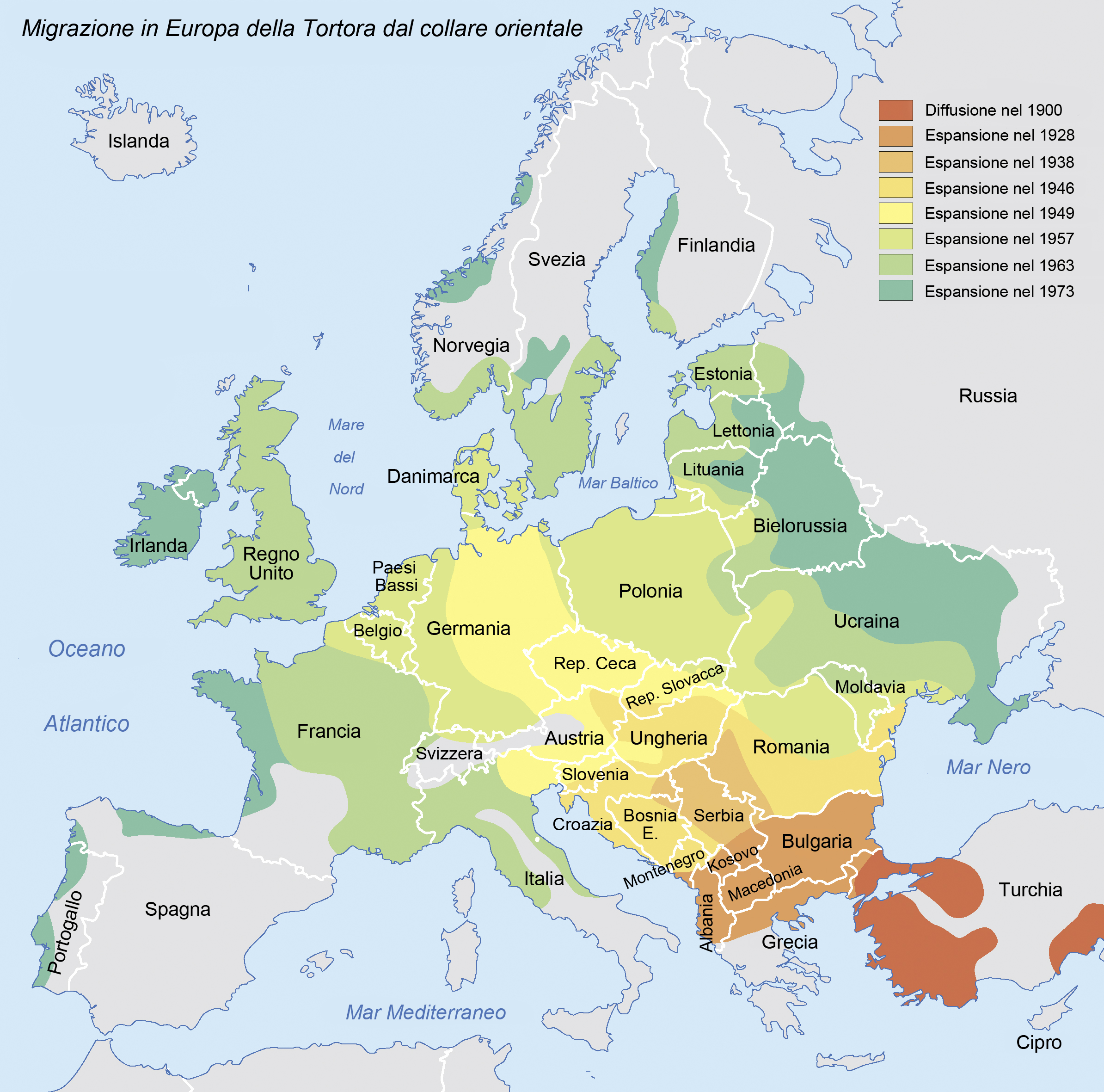
Mappa di diffusione del XX secolo in Europa

Originaria dell'Asia meridionale, la tortora dal collare orientale può essere incontrata in buona parte dell'Eurasia e in Africa del nord; alcuni esemplari si sono visti anche in America del Nord. All'inizio del XX secolo la tortora dal collare orientale era presente in Europa soltanto all'estremo sud-est della Penisola balcanica.
Successivamente ha ampliato in modo spettacolare il suo areale distributivo, colonizzando tutto il continente e
raggiungendo in tappe successive la Scandinavia, le Isole britanniche e la Penisola Iberica. In Italia la prima riproduzione è stata segnalata nel 1947.
Il suo habitat preferenziale sono le zone aride e semidesertiche con zone alberate, ma sta avendo negli ultimi anni un notevole sviluppo nelle zone antropizzate, infatti è possibile vederla frequentare parchi e centri urbani.

## Sistematica
Se ne conoscono due sottospecie:

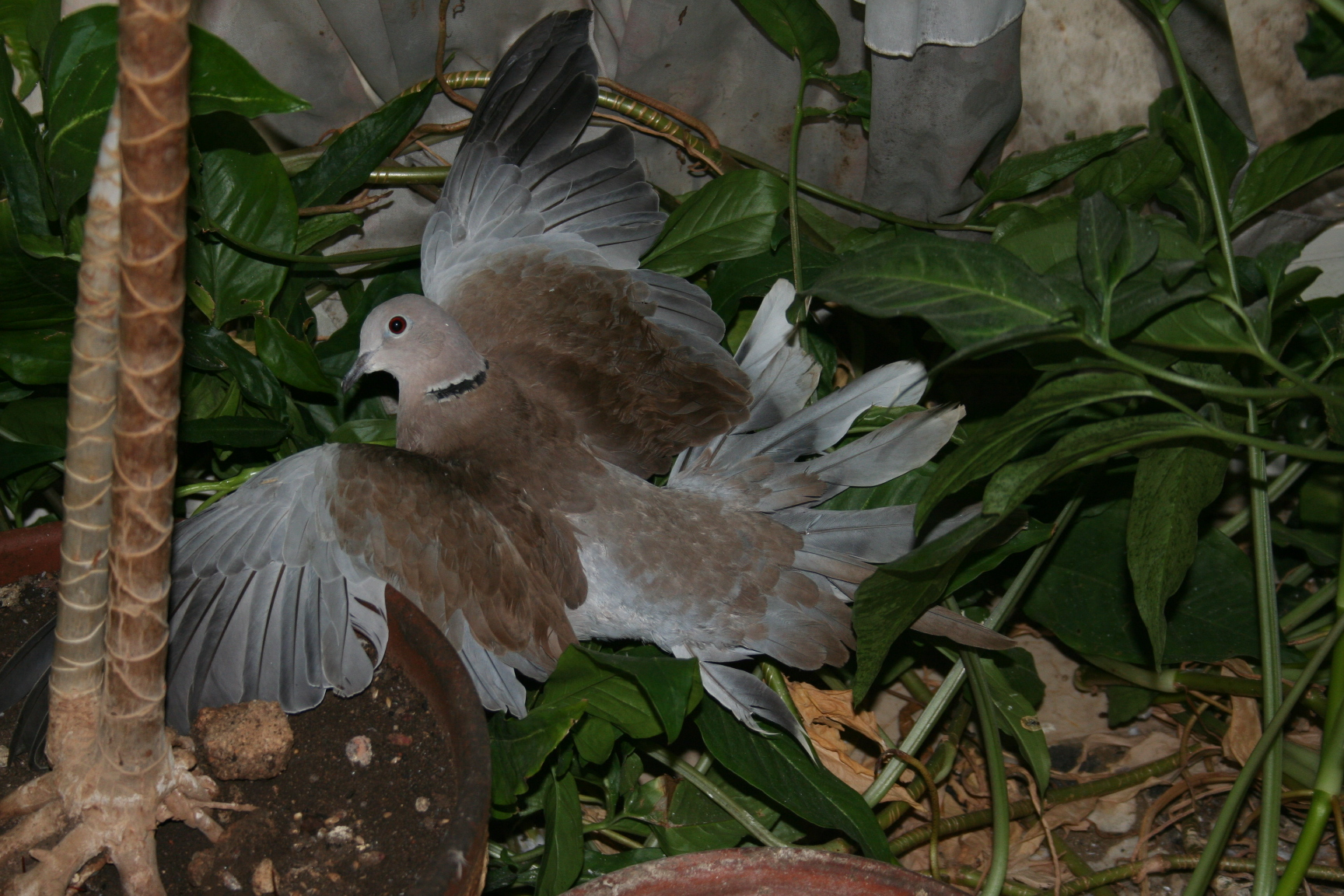
Tortora dal collare (Streptopelia decaocto)

- Streptopelia decaocto decaocto  (Frivaldszky, 1838)
- Streptopelia decaocto xanthocycla  (Newman, 1906)

### Specie simili
La livrea grigia con groppone bianco e doppia stria nera alla base delle ali del piccione selvatico (Columba livia), specie da cui si sono originate le innumerevoli razze domestiche, è conservata da un modesto numero di individui.
Il colombaccio (Columba palumbus), più grande del piccione domestico e caratterizzato da una vistosa macchia bianca a mezzaluna sulle ali, frequenta le campagne alberate di medio-bassa quota.
La tortora comune (Streptopelia turtur) ha petto rossastro e ali rossicce e striature bianche sul collo.